# Resolution 10 des UN-Sicherheitsrates
Die Resolution 10 des UN-Sicherheitsrates ist eine Resolution, die der Sicherheitsrat der Vereinten Nationen am 4. November 1946 in seiner 79. Sitzung einstimmig beschloss. Gegenstand der Resolution war die Situation in Spanien. Der Sicherheitsrat beendete sein Engagement in dieser Sache und übergab alle Akten an die Generalversammlung.

## Hintergrund
Außenpolitisch war das Franco-Regime kurz nach dem Zweiten Weltkrieg fast völlig isoliert, weil es als Verbündeter der besiegten Achsenmächte angesehen wurde.
In der Resolution 4 vom 29. April 1946 verurteilte der Sicherheitsrat das Franco-Regime und setzte ein Subkomitee ein, dass die Bedrohung des Weltfriedens durch das Regime untersuchen sollte. In der Resolution 7 vom 26. Juni bestätigte er die Verurteilung des Franco-Regimes durch verschiedene internationale Gremien und plante die Situation weiter zu beobachten.

## Inhalt
Der Sicherheitsrat beschloss die Situation in Spanien nicht weiter zu behandeln. Alle Dokumente und Akten zu dem Fall sollten der Generalversammlung übergeben werden.
Außerdem wurde Generalsekretär Trygve Halvdan Lie ersucht, die Generalversammlung von der Entscheidung zu informieren.